# Holmbergia tweedii
Holmbergia tweedii là loài thực vật có hoa thuộc họ Dền. Loài này được (Moq.) Speg. mô tả khoa học đầu tiên năm 1916.